# Lonnie Spurrier
Lonnie Spurrier (Lonnie Vernon „Lon“ Spurrier; * 27. Mai 1932 in Cass Township, Douglas County, Missouri; † 23. Juni 2015) war ein US-amerikanischer Mittelstreckenläufer und Sprinter.
Bei den Panamerikanischen Spielen 1955 in Mexiko-Stadt gewann er Silber über 800 m und Gold in der 4-mal-400-Meter-Staffel.
1956 wurde er bei den Olympischen Spielen in Melbourne Sechster über 800 m.

## Persönliche Bestzeiten
- 440 Yards: 47,2 s, 4. Juni 1955, Waco (entspricht 46,9 s über 400 m)
- 880 Yards: 1:47,5 min, 26. März 1955, Berkeley (entspricht 1:46,8 min über 800 m)
- 1 Meile: 4:08,4 min, 28. Dezember 1955, Auckland